# Abu Hakfa al-Dżanubi
Abu Hakfa al-Dżanubi (arab. أبو حكفة الجنوبي) – miejscowość w Syrii, w muhafazie Hims. W 2004 roku liczyła 1036 mieszkańców.